# Boisemont (Eure)
Pour les articles homonymes, voir Boisemont.
Boisemont est une ancienne commune française située dans le département de l'Eure en région Normandie. Depuis le 1er janvier 2019, elle est une commune déléguée de Frenelles-en-Vexin.
Ses habitants sont appelés les Boisemontais.

## Géographie

### Localisation
Boisemont est une commune du département de l'Eure, en région Normandie. 
Elle est située au dédale de trois cantons : Les Andelys, auquel elle appartient, Étrepagny et Fleury-sur-Andelle.
Idéalement placée, elle offre un accès à la capitale, Paris en 1 h-1 h30 et à Rouen en 1 h de route.
Plus encore, située à 20 minutes de Gaillon, elle permet à tout à chacun d'emprunter les trains et sa proximité avec Les Andelys, en particulier, permet de profiter des commerces, du tourisme et des avantages qu'offrent la ville.
|              | Mesnil-Verclives, Saussay-la-campagne |          |
| Écouis Corny | Boisemont                             | Farceaux |
| Les Andelys  | Harquency                             | Suzay    |

La commune de Boisemont regroupe les bourgs de :
- Boisemont ;
- Saint-Jean-de-Frenelles ;
- Léomesnil.

## Toponymie
Le nom de la localité est attesté sous les formes Bosemont en 1156 et Beusemont au XIIIe siècle.
Il s'agit d'une formation toponymique médiévale en -mont « élévation, colline », précédé du nom de personne francique Boso « le Colérique, le Méchant » (d'où les patronymes Boson, Bozon, peu attestés en Normandie) ou scandinave Bósi « le Grassouillet, le Jouflu » (runique ᛒᛟᛋᛁ, accusatif ᛒᚢᛋᚨ = Busa). Souvent ces deux noms se sont confondus dans cette province, où l'on observe un grand nombre de Beuzeville. Cet anthroponyme se perpétue dans le nom de famille normand Beux.
Bose- / Beuse- s'est altéré en Boise- sous l'influence des mots boiser et bois. Il a été compris comme « mont boisé ».
Remarque : Beuzemouchel (Seine-Maritime, Bosemuncel XIIe siècle) est une formation toponymique homonyme, mouchel étant le diminutif dialectal régional de mont (cf. les nombreux microtoponymes le Mouchel en Normandie septentrionale et les noms de personnes Mouchel et Dumouchel), équivalent étymologique de monceau en français, mais au sens exclusif d’« élévation, petite colline ».

## Histoire
Le 1er janvier 2019, elle fusionne avec Corny et Fresne-l'Archevêque pour constituer la commune nouvelle de Frenelles-en-Vexin dont la création est actée par un arrêté préfectoral du 27 novembre 2018.

## Politique et administration
| Période                                  | Période  | Identité        | Étiquette | Qualité |
| ---------------------------------------- | -------- | --------------- | --------- | ------- |
| 1876                                     |          | Joseph Fougueur |           |         |
| mars 2008                                | En cours | Aline Bertou    | Droite    |         |
| Les données manquantes sont à compléter. |          |                 |           |         |

## Démographie
À la suite du recensement réalisé dans la commune en 2012, la population en vigueur au 1er janvier 2013, après parution au décret d'authentification au Journal Officiel, était de 789 habitants.
L'évolution du nombre d'habitants est connue à travers les recensements de la population effectués dans la commune depuis 1793. Pour les communes de moins de 10 000 habitants, une enquête de recensement portant sur toute la population est réalisée tous les cinq ans, les populations de référence des années intermédiaires étant quant à elles estimées par interpolation ou extrapolation. Pour la commune, le premier recensement exhaustif entrant dans le cadre du nouveau dispositif a été réalisé en 2007.

En 2016, la commune comptait 750 habitants, en évolution de −3,47 % par rapport à 2010 (Eure : −0,25 %, France hors Mayotte : +2,11 %).
| 1793 | 1800 | 1806 | 1821 | 1831 | 1836 | 1841 | 1846 | 1851 |
| ---- | ---- | ---- | ---- | ---- | ---- | ---- | ---- | ---- |
| 605  | 657  | 629  | 655  | 642  | 596  | 594  | 586  | 587  |

| 1856 | 1861 | 1866 | 1872 | 1876 | 1881 | 1886 | 1891 | 1896 |
| ---- | ---- | ---- | ---- | ---- | ---- | ---- | ---- | ---- |
| 564  | 569  | 579  | 553  | 540  | 502  | 487  | 509  | 504  |

| 1901 | 1906 | 1911 | 1921 | 1926 | 1931 | 1936 | 1946 | 1954 |
| ---- | ---- | ---- | ---- | ---- | ---- | ---- | ---- | ---- |
| 485  | 522  | 508  | 482  | 501  | 472  | 458  | 451  | 492  |

| 1962 | 1968 | 1975 | 1982 | 1990 | 1999 | 2006 | 2007 | 2012 |
| ---- | ---- | ---- | ---- | ---- | ---- | ---- | ---- | ---- |
| 460  | 510  | 415  | 451  | 621  | 680  | 775  | 788  | 763  |

| 2016 | - | - | - | - | - | - | - | - |
| ---- | - | - | - | - | - | - | - | - |
| 750  | - | - | - | - | - | - | - | - |

## Économie
- Centre de soins de suite et de réadaptation L'Hostréa.

## Culture locale et patrimoine

### Lieux et monuments
- Église Saint-Martin[11].

Église paroissiale
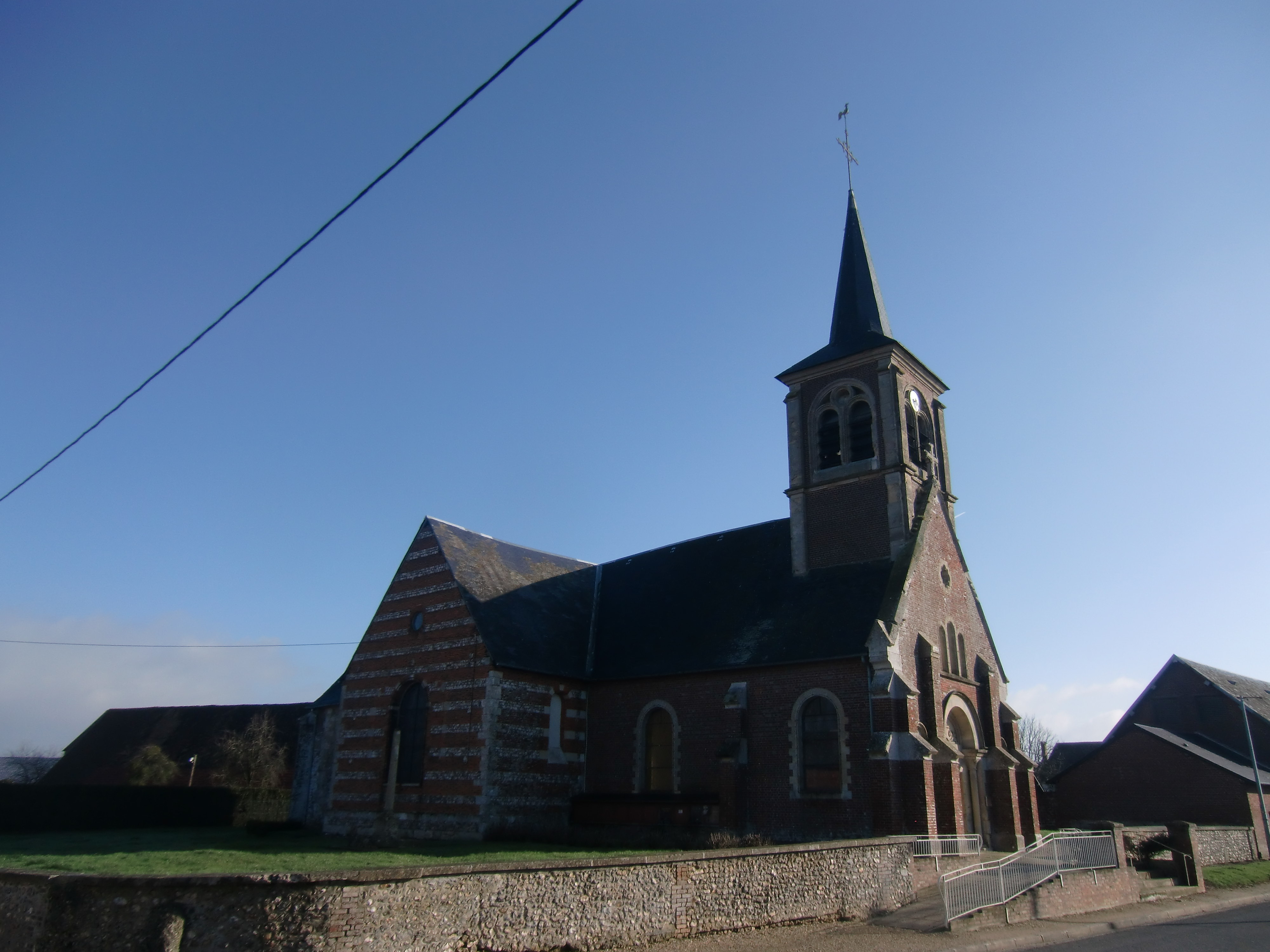
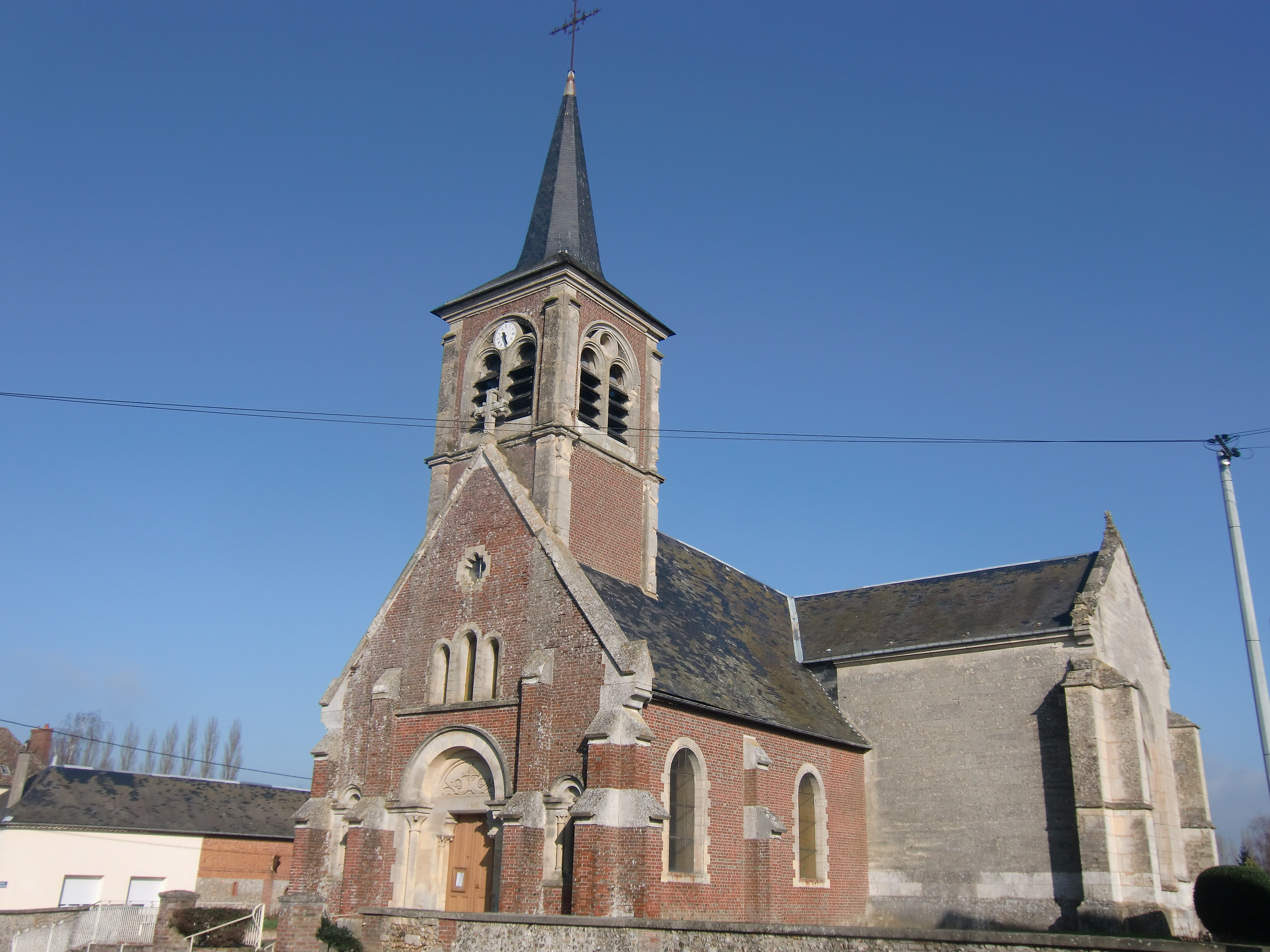

### Personnalités liées à la commune
- Marffa la Corse (née Marie-Thérèse Rouffin, 1907-1997), dompteuse[12], propriétaire pendant deux ans d'un domaine en centre-ville